# Philobota acrobaphes
Philobota acrobaphes is een vlinder uit de familie van de sikkelmotten (Oecophoridae). De wetenschappelijke naam van de soort is voor het eerst geldig gepubliceerd in 1885 door Edward Meyrick.